# Enguera
Enguera (em castelhano) ou Énguera (em valenciano) é um município da Espanha na província de Valência, Comunidade Valenciana. Tem 241,8 km² de área e em 2021 tinha 4 779 habitantes (densidade: 19,8 hab./km²).

## Demografia
| Variação demográfica do município entre 1991 e 2004 | Variação demográfica do município entre 1991 e 2004 | Variação demográfica do município entre 1991 e 2004 | Variação demográfica do município entre 1991 e 2004 |
| --------------------------------------------------- | --------------------------------------------------- | --------------------------------------------------- | --------------------------------------------------- |
| 1991                                                | 1996                                                | 2001                                                | 2005                                                |
| 5042                                                | 4754                                                | 5191                                                | 5646                                                |